# ダイアン・ニール
ダイアン・ニール（Diane Neal 1976年11月17日- ） はアメリカ合衆国出身の女優。 『LAW & ORDER:性犯罪特捜班』のケイシー・ノバク役で知られている。

## 略歴
連邦弁護士の父と数学教師の母の間に、3姉妹の末っ子として生まれる。生まれはバージニア州アレクサンドリアだが、育ちはコロラド州リトルトンである。
『LAW & ORDER』のほか、アビゲイル・ボーリン役として「NCIS」フランチャイズに複数出演している。。

### 私生活
2005年7月9日、元モデルでエンジニアのマーカス・フィッツジェラルドと結婚。2014年に離婚している。
『LAW & ORDER』降板後、2009年にハーバード大学のエクステンションスクールに通い始め、2018年5月に準学士号を取得して卒業。同年下院議員選挙に立候補している。

## 主な出演作品

### 映画
| 公開年 | 邦題 原題                           | 役名       | 備考       |
| ------ | ----------------------------------- | ---------- | ---------- |
| 2003   | ドラキュリアⅡ 鮮血の狩人            | エリザベス |            |
| 2005   | ドラキュリアⅢ 鮮血の十字架 <OV>     | エリザベス |            |
| 2009   | フェイク・フィアンセ My Fake Fiancé | ボニー     | テレビ映画 |

### テレビシリーズ
| 放映年    | 邦題 原題                                                  | 役名                 | 備考                               |
| --------- | ---------------------------------------------------------- | -------------------- | ---------------------------------- |
| 2001      | エド (テレビドラマ) Ed                                     | ヴァネッサ           | シーズン1 第15話                   |
| 2001      | LAW & ORDER:性犯罪特捜班 Law & Order: Special Victims Unit | アメリア・チェイス   | シーズン3 第12話                   |
| 2003-2008 | LAW & ORDER:性犯罪特捜班 Law & Order: Special Victims Unit | ケイシー・ノバク     | シーズン5-シーズン9(107エピソード) |
| 2005      | LAW & ORDER:陪審評決 Law & Order: Trial by Jury            | ケイシー・ノバク     | シーズン1 第11話                   |
| 2008      | 30 ROCK/サーティー・ロック 30 Rock                         | エリン・オニール     | シーズン3 第5話                    |
| 2010      | ホワイトカラー (テレビドラマ) White Collar                 | キンバリー・ライス   | シーズン1 第13話                   |
| 2010-2014 | NCIS 〜ネイビー犯罪捜査班 NCIS                             | アビゲイル・ボーリン | シーズン7-シーズン11(6エピソード)  |
| 2011-2012 | LAW & ORDER:性犯罪特捜班 Law & Order: Special Victims Unit | ケイシー・ノバク     | シーズン12-シーズン13(5エピソード) |
| 2012-2013 | SUITS/スーツ Suits                                         | アリソン・ホルト     | シーズン2-3(3エピソード)           |
| 2014      | POWER/パワー Power                                         | シンシア・シェリダン | シーズン1(4エピソード)             |
| 2015      | NCIS: ニューオーリンズ NCIS: New Orleans                   | アビゲイル・ボーリン | シーズン1(3エピソード)             |
| 2015      | ザ・フォロイング The Following                             | リサ・キャンベル     | シーズン3(4エピソード)             |